# Raión de Bereznehuvate
Bereznehuvate (en ucraniano: Березнегуватський район) es un raión o distrito de Ucrania en el óblast de Mykolaiv. 
Comprende una superficie de 1263 km².
La capital es la ciudad de Bereznehuvate.

## Demografía
Según estimación 2010 contaba con una población total de 21800 habitantes.

## Otros datos
El código KOATUU es 4821100000. El código postal 56200 y el prefijo telefónico +380 5158.